# Amiche per l’Abruzzo

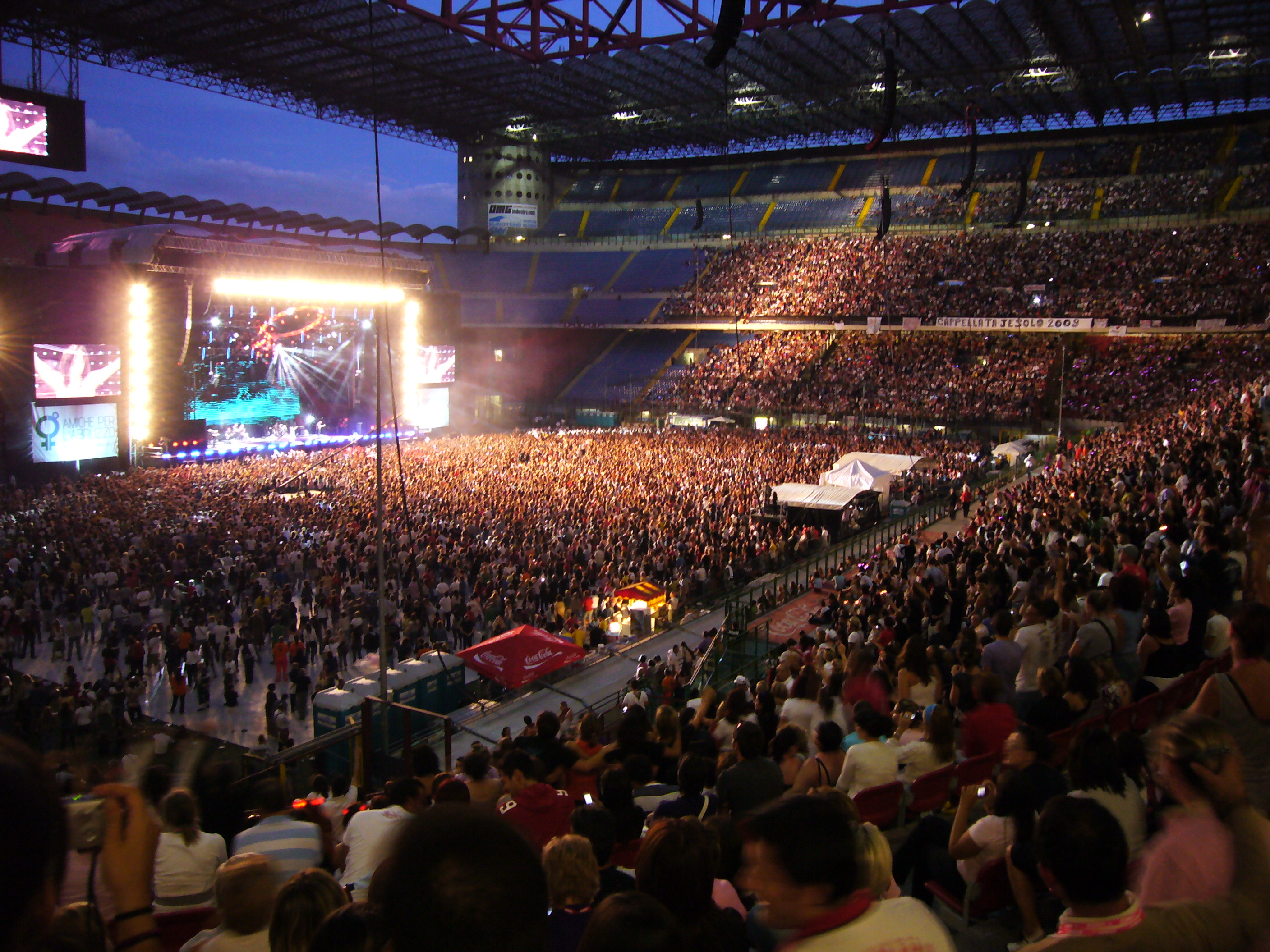
Amiche per l’Abruzzo-Konzert am 21. Juni 2009 in Mailand

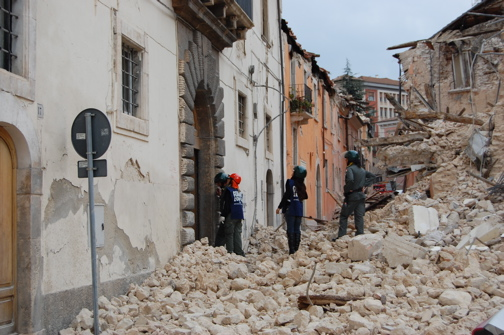
Erdbebenschäden in der Umgebung von L’Aquila

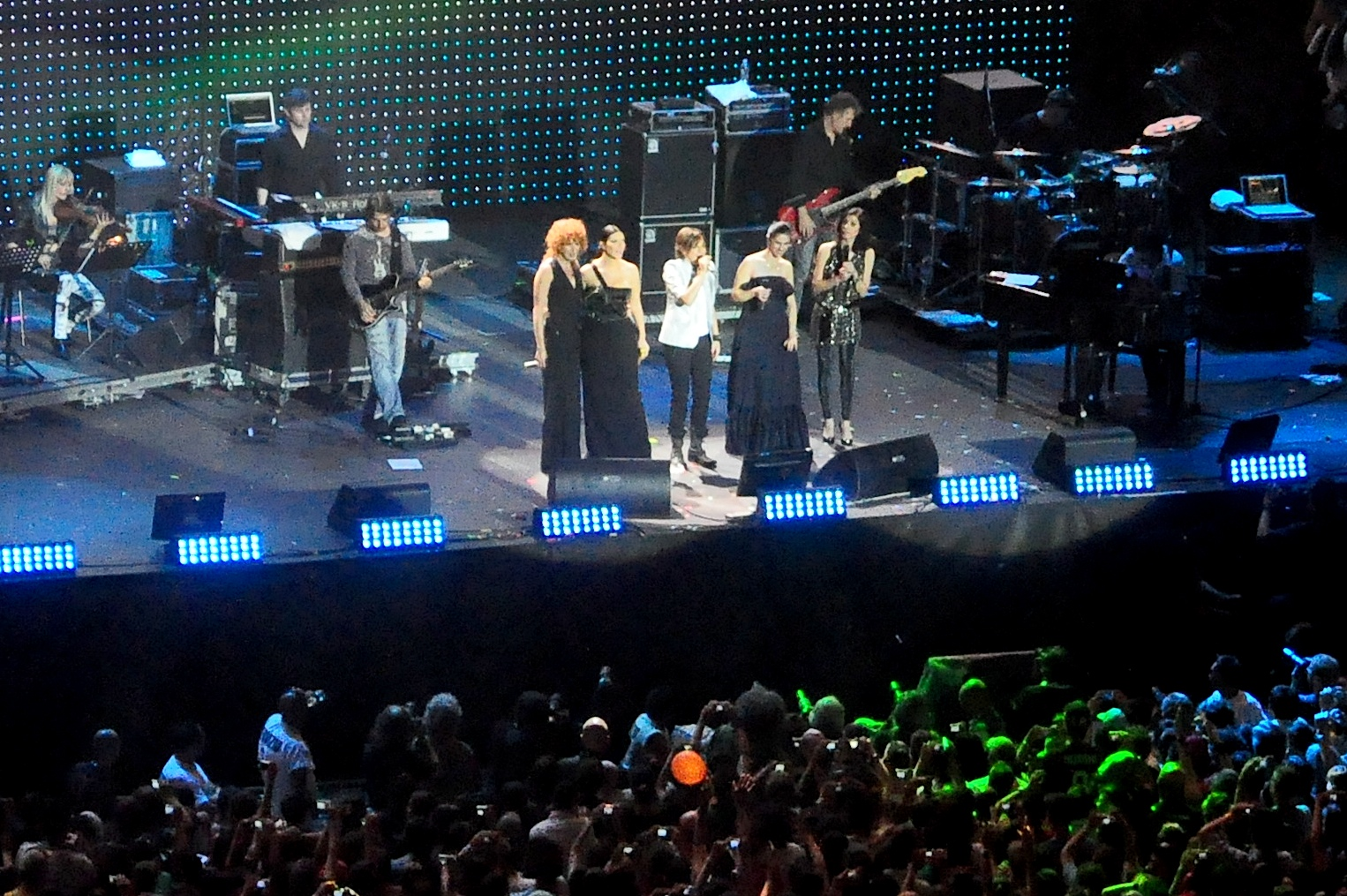
Laura Pausini, Gianna Nannini, Giorgia, Elisa und Fiorella Mannoia singen zusammen das mottogebende Stück Donna d'Onna

Amiche per l’Abruzzo (deutsch: Freundinnen für die Abruzzen) war ein Benefizkonzert, das am 21. Juni 2009 in Mailand stattfand. Die eingespielten Erlöse kamen dem Wiederaufbau der durch das Erdbeben von L’Aquila zerstörten Region in den Abruzzen zugute. Initiatorin war die Musikerin Laura Pausini; weitere Patinnen der Veranstaltung waren Elisa, Gianna Nannini, Giorgia sowie Fiorella Mannoia. Ein wesentliches Merkmal der Veranstaltung war, dass als Front-Acts ausschließlich Frauen auftraten. An dem im Mailänder San-Siro-Stadion stattfindenden Konzert nahmen rund 50 Künstler sowie rund 55.000 Besucher teil. Der eingespielte Benefizbetrag belief sich auf rund 1,2 Millionen Euro. Unterstützt wurde das Konzert von flankierenden Aktivitäten wie Rundfunk- und Fernsehübertragungen sowie einer Doppel-DVD, die das Konzert dokumentierte und im Folgejahr erschien.

## Das Konzert
Initiatorin des Konzerts Amiche per l’Abruzzo war die Sängerin Laura Pausini. Die Erlöse der Benefizveranstaltung sollten der erdbebengeschädigten Infrastruktur rund um die Stadt L’Aquila zugutekommen. Im April 2009 hatte ein Erdbeben der Stärke 5,8 – flankiert von einigen Vor- und Nachbeben – große Teile der in der Region Abruzzen gelegenen Stadt sowie umliegende Gemeinden zerstört. Die Anzahl der Todesopfer belief sich laut offiziellen abschließenden Angaben auf 308, die der obdachlos Gewordenen auf rund 67.000. Als zusätzliche Patinnen der Veranstaltung fungierten die Sängerinnen Elisa, Gianna Nannini, Giorgia sowie Fiorella Mannoia. Das Konzert fand im Mailänder San-Siro-Stadion statt. Einlass war ab 14 Uhr. Das Konzert war in zwei Hälften aufgeteilt. Die Auftritte begannen um 15.40 Uhr; der ab 19.30 Uhr beginnende zweite Teil wurde von einigen Fernsehsendern live ausgestrahlt.
Unmittelbar am Vortag hatte im Olympiastadion in Rom ein weiteres Benefizkonzert zugunsten der Erdbebenhilfe in den Abruzzen stattgefunden. Teilnehmende Künstler dort waren: Antonello Venditti, Ivano Fossati, Pino Daniele, Renato Zero, Claudio Baglioni und ebenfalls Fiorella Mannoia. Während die Publikumszahlen bei dem Konzert in Rom deutlich hinter den Erwartungen zurückblieben, war das Konzert in Mailand mit über 55.000 Besuchern gut besucht; die Zeitung La Repubblica charakterisierte die Veranstaltung als „gelungene Party“. Als weitere Interpretinnen auf dem Hauptkonzert traten – in alphabetischer Reihenfolge – auf: Alice, Alessandra Amoroso, Arisa, Malika Ayane, Rachele Bastreghi, Leda Battisti, Simona Bencini, Loredana Bertè, Laura Bono, Chiara Canzian, Rossana Casale, Caterina Caselli, Carmen Consoli, Aida Cooper, Cristina D’Avena, Grazia Di Michele, Dolcenera, Giusy Ferreri, Fiordaliso, Irene Fornaciari, Dori Ghezzi, Irene Grandi, Jo Squillo, Karima, La Pina, Patrizia Laquidara, L’Aura, Mietta, Milva, Andrea Mirò, Simona Molinari, Nada, Mariella Nava, Nicky Nicolai, Noemi, Anna Oxa, Paola & Chiara, Nilla Pizzi, Patty Pravo, Marina Rei, Donatella Rettore, Antonella Ruggiero, Senit, Spagna, Syria, Anna Tatangelo, Tosca, Paola Turci, Ornella Vanoni und Iva Zanicchi.
Mottogebender Titelsong der Veranstaltung war das Stück Donna d’Onna – ein Song, der die schwer vom Erdbeben betroffene Gemeinde Onna in den Fokus rückte, von Gianna Nannini in Zusammenarbeit mit der Schriftstellerin Isabella Santacroce geschrieben worden war und im Verlauf des Konzerts von den Initiatorinnen gemeinsam vorgetragen wurde. Die Veranstaltung selbst wurde von unterschiedlichen TV- und Radiosendern übertragen – darunter Radio RAI, Radio 101, Radio 105, Radio Monte Carlo, Virgin Radio, Radio DeeJay, Radio Capital, M2O, Radio Kiss Kiss, RTL 102.5, Radio Italia, RDS, Radio 24, MTV Italia und MTV Mobile.
Unter dem Titel Amiche Per L’Abruzzo erschien ein Jahr nach der Veranstaltung eine Doppel-DVD mit Live-Mitschnitten. Erscheinungslabel war Madraxa; die Distribution übernahm Warner Music Italia.

## Benefizerlöse
Schwerpunkt der Benefiz-Erlöse war der Wiederaufbau der Grundschule in der Roten Zone. Diesem Zweck kamen 80 Prozent der Erlöse zugute. 20 Prozent gingen an Non-Profit-Organisationen, die beim Aufbau einer neuen Gemeinde am Fuß des Gran Sasso mitarbeiteten. Die Überschüsse aus der im Folgejahr veröffentlichten DVD sollten der Schaffung von Räumlichkeiten für Studierende der Universität von L’Aquila zugutekommen. Anlässlich der finanziellen sowie marketingtechnischen Abwicklung der Veranstaltung kam es zu Zwistigkeiten zwischen dem Board of Trustees der Veranstalterinnen und involvierten Medien – unter anderem aufgrund der Weigerung des staatlichen TV-Senders RAI, die im Nachhinein veröffentlichte DVD zu bewerben. Bürokratische Probleme bereiteten zudem vorgesehene Übergabetermine für einige Teiltranchen des eingenommenen Benefizbetrags.
Laut Abschlussbericht der Non-Profit-Organisation Progresso Advertising Foundation aus dem Jahr 2010 hatte das Konzert Bruttoeinnahmen in Höhe von 1.516.500 Euro erwirtschaftet. Zusätzlich hinzu kamen Sponsoreneinnahmen in Höhe von 200.000 Euro. Durch die kostenlose Zurverfügungstellung des Audioequipments, das Schalten freier Werbespots, einen 50-Prozent-Rabatt der Stadt Mailand für Werbeplakate sowie weitere Ermäßigungen konnten die Ausgaben vergleichsweise gering gehalten werden. Die rund 50 in das Konzert involvierten Musiker und Sängerinnen erhielten eine Aufwandsentschädigung von jeweils 1000 Euro pro Person. Die Nettoeinnahmen des Konzerts beliefen sich auf 1183.406 Euro. 946.725 Euro gingen an die Gemeinde L’Aquila für den Neubau der Grundschule Edmondo de Amicis, 236.681 Euro an den Verein ONLUS.
Die Doppel-DVD, die über unter anderem auch über Zeitschriftenkioske vertrieben worden war, hatte sich nach Angaben des News-Nachrichtenchannels tgcom24 bis zum Frühjahr 2011 rund 350.000 mal verkauft und so weitere 1,9 Millionen Euro Spendenerlöse eingespielt.

## Galerie

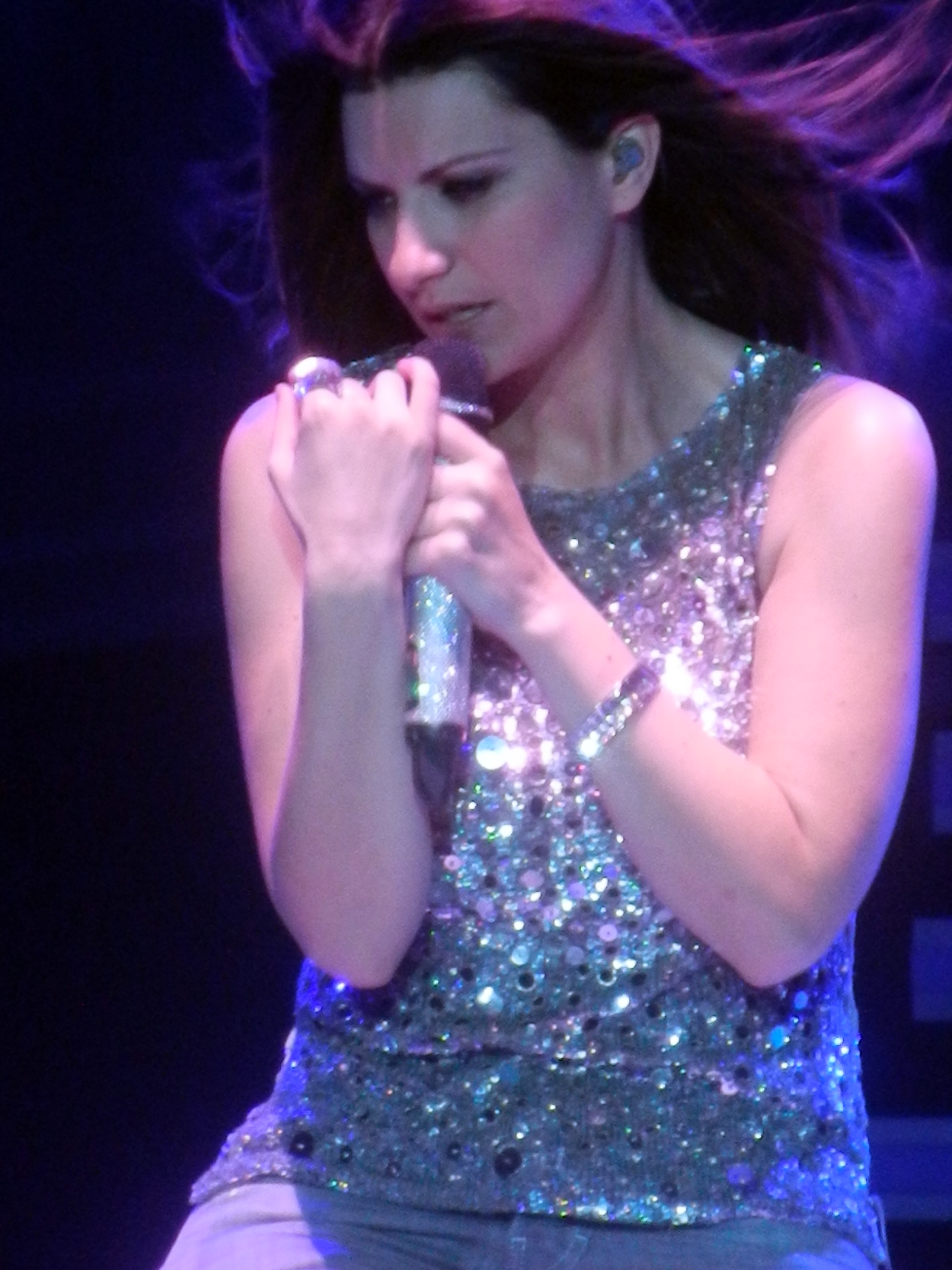
Laura Pausini (2012)
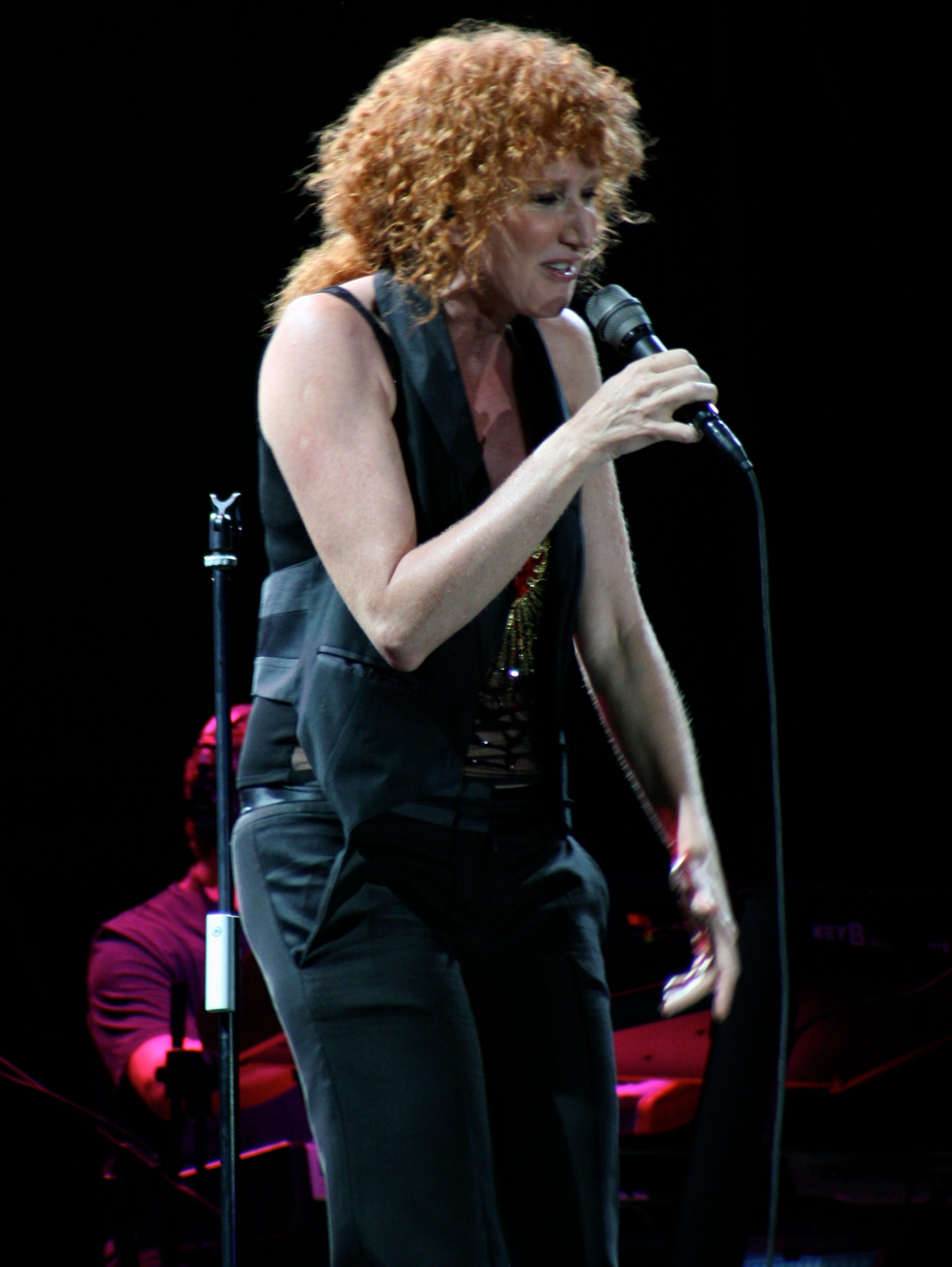
Fiorella Mannoia (2009)
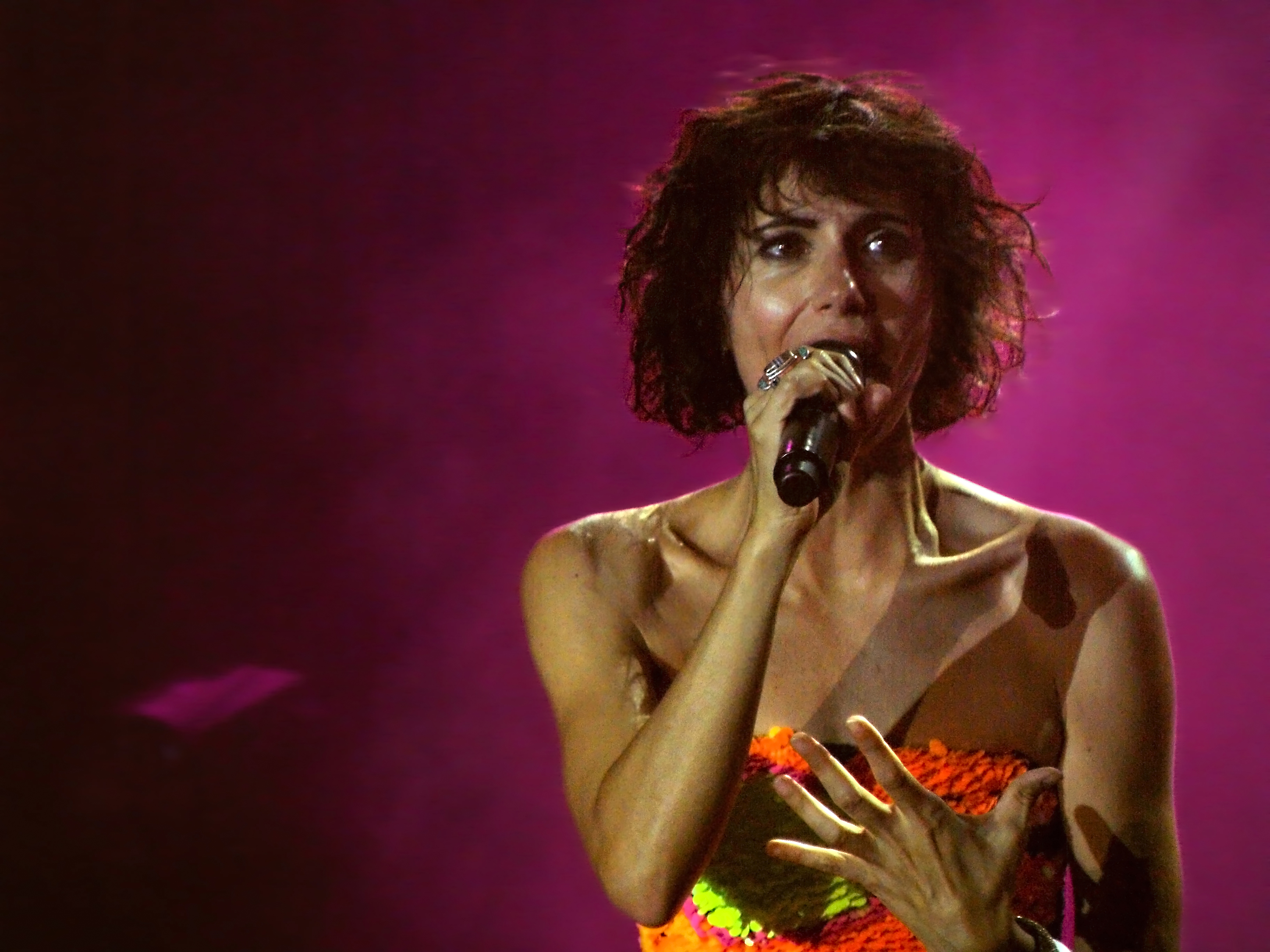
Giorgia (2012)
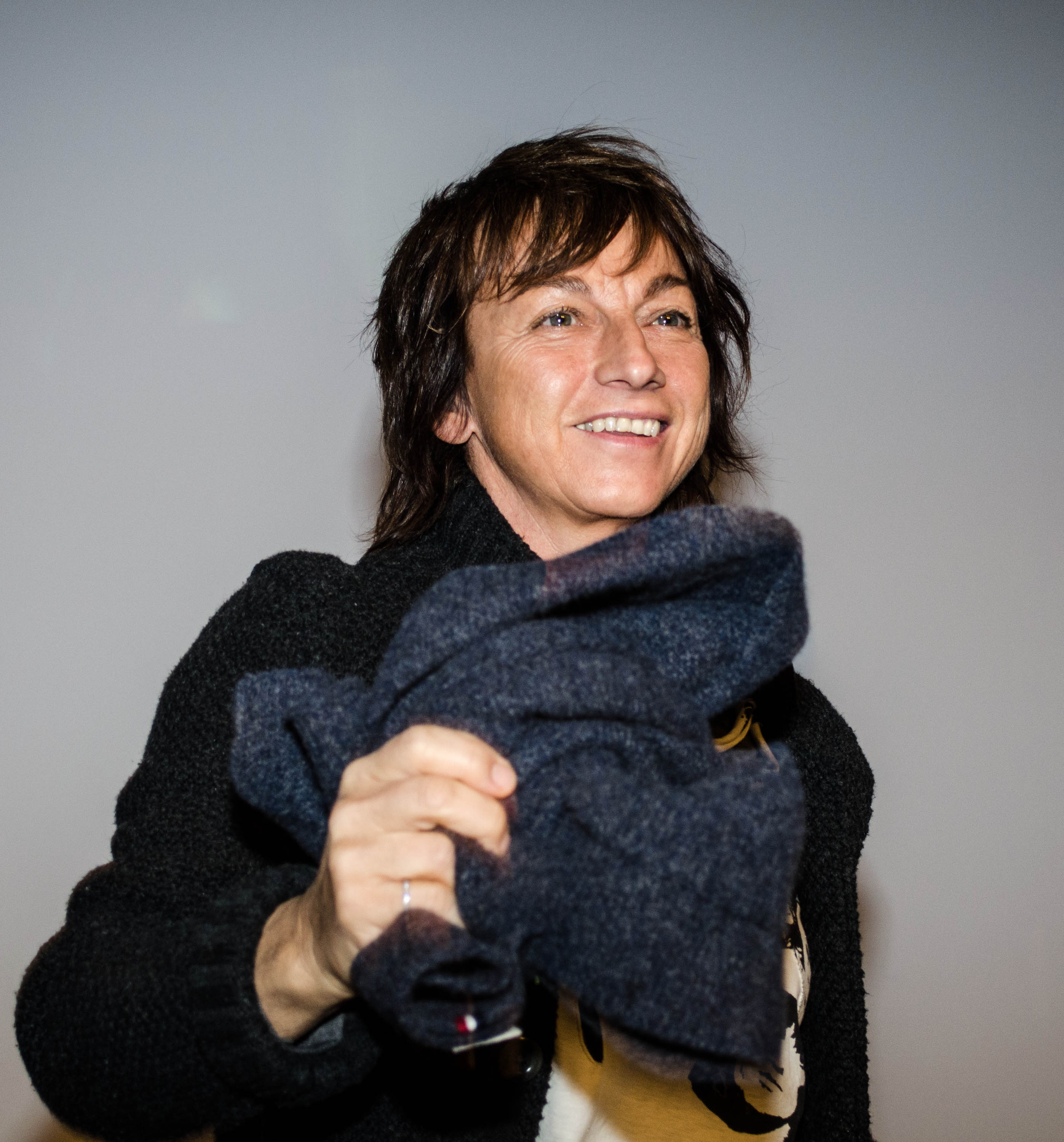
Gianna Nannini (2013)
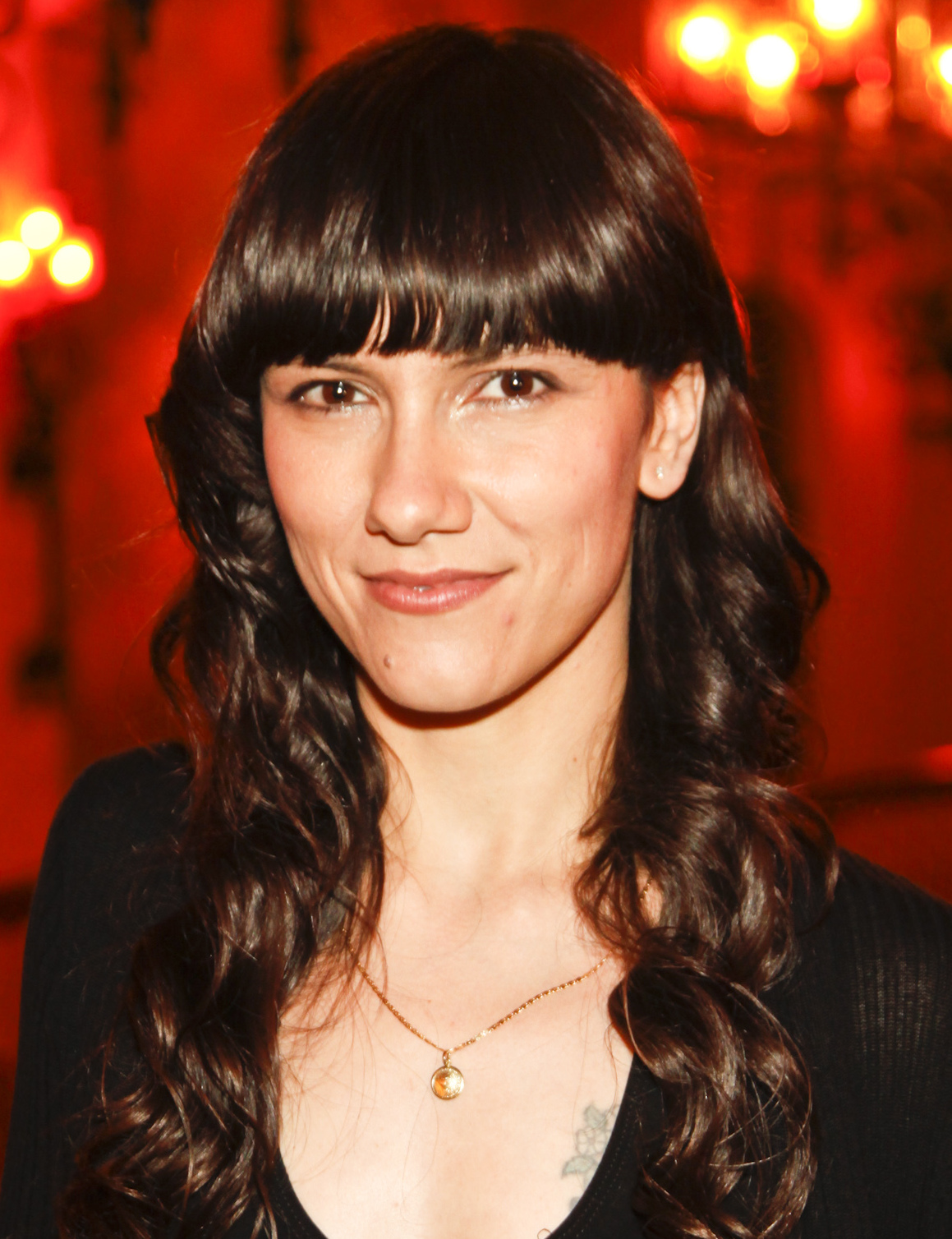
Elisa (2012)
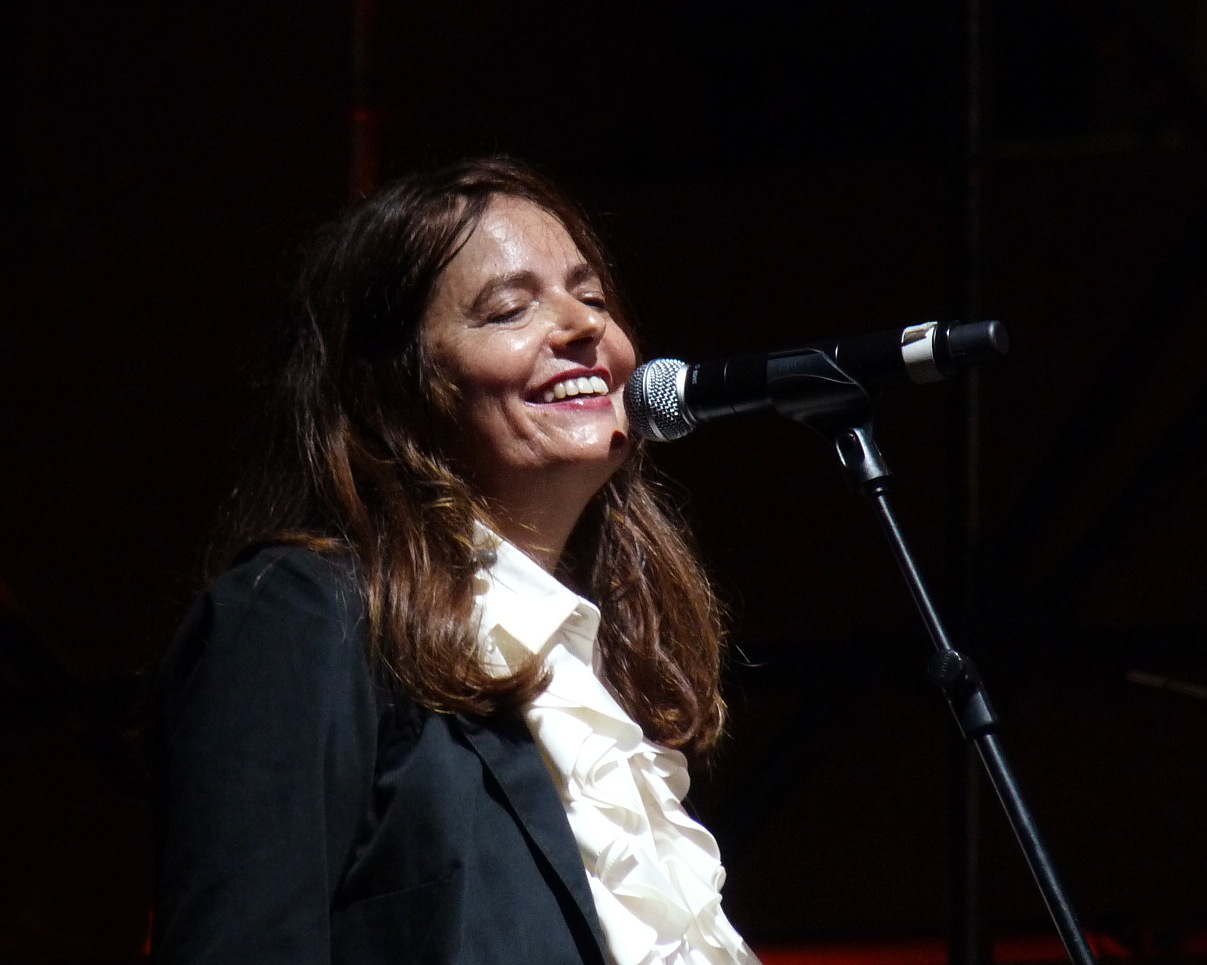
Nada (2009)
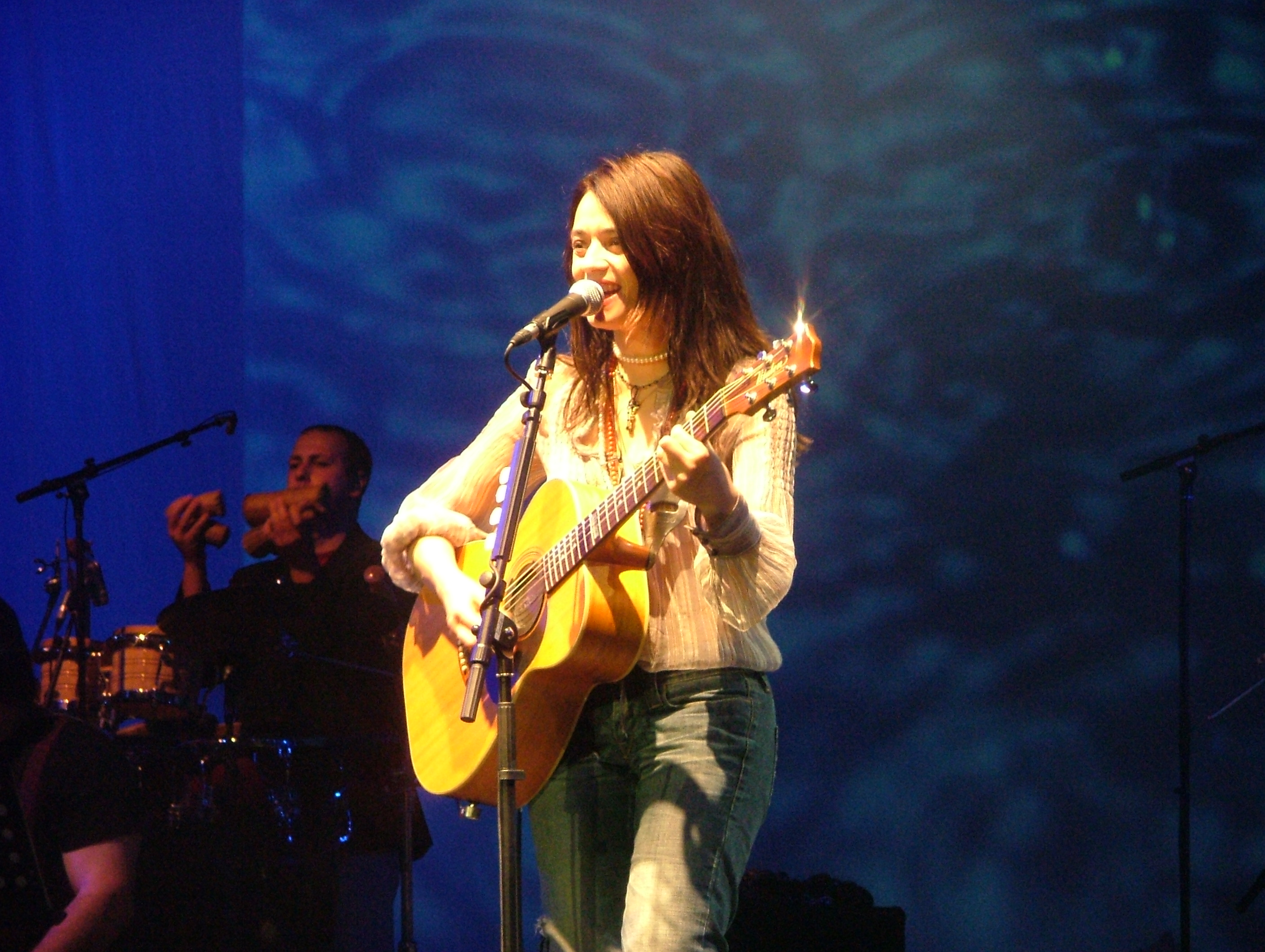
Carmen Consoli (2006)
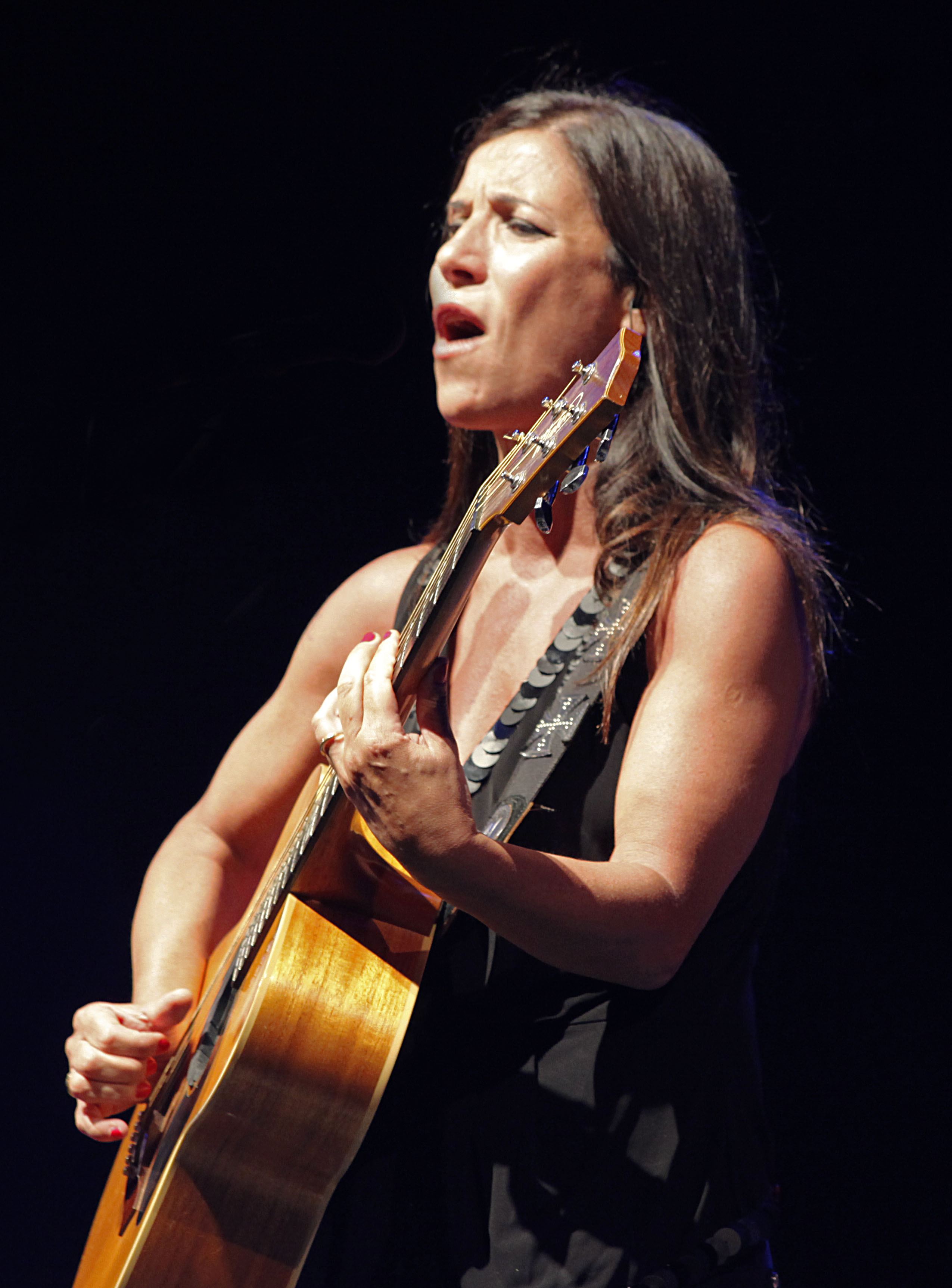
Paola Turci (2010)
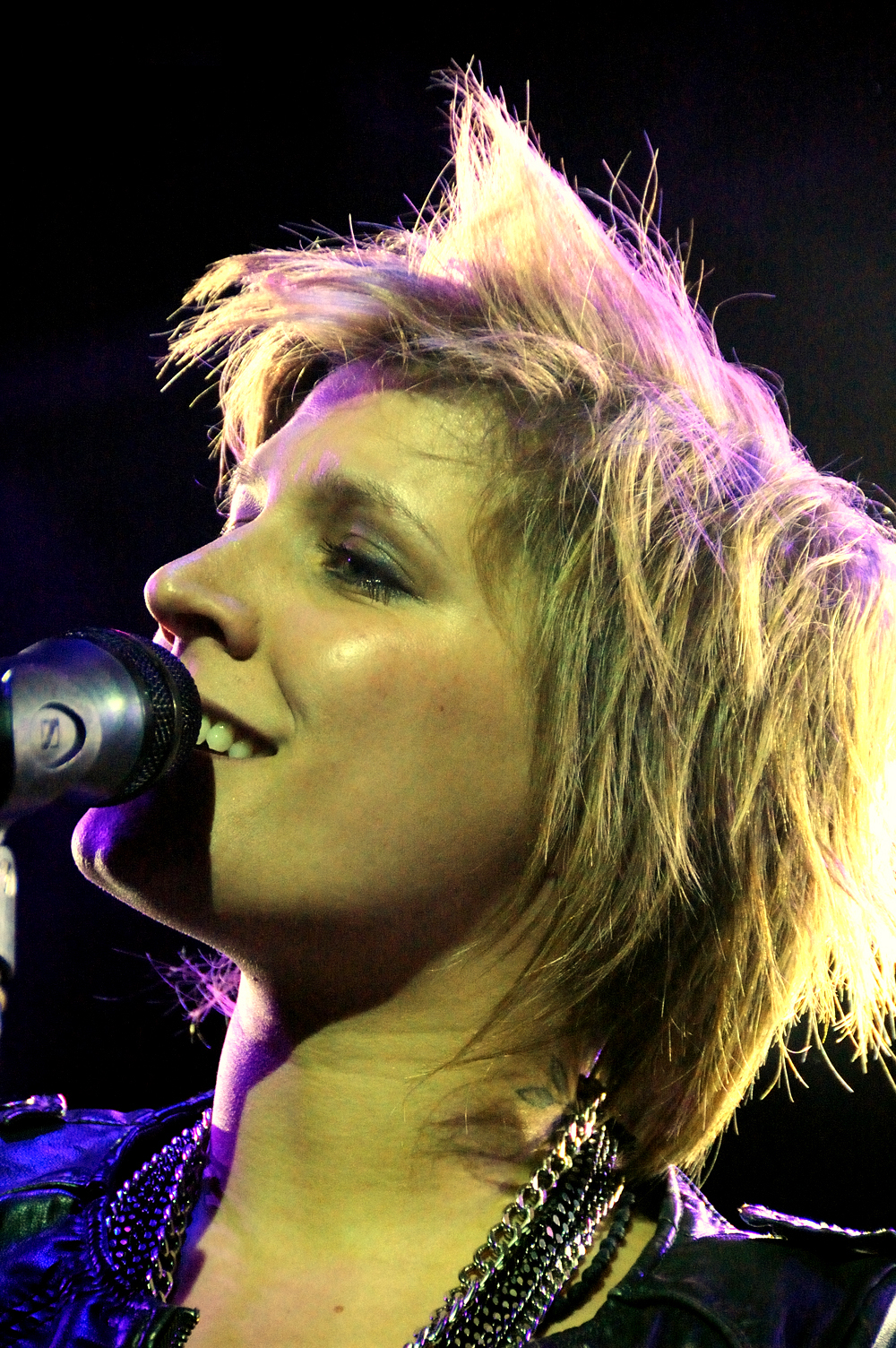
Laura Bono (2011)
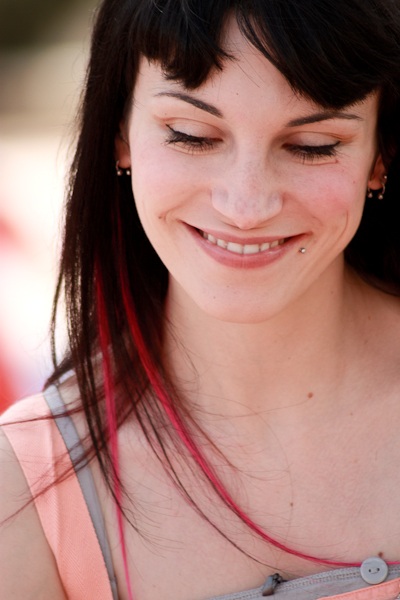
L'Aura (2008)
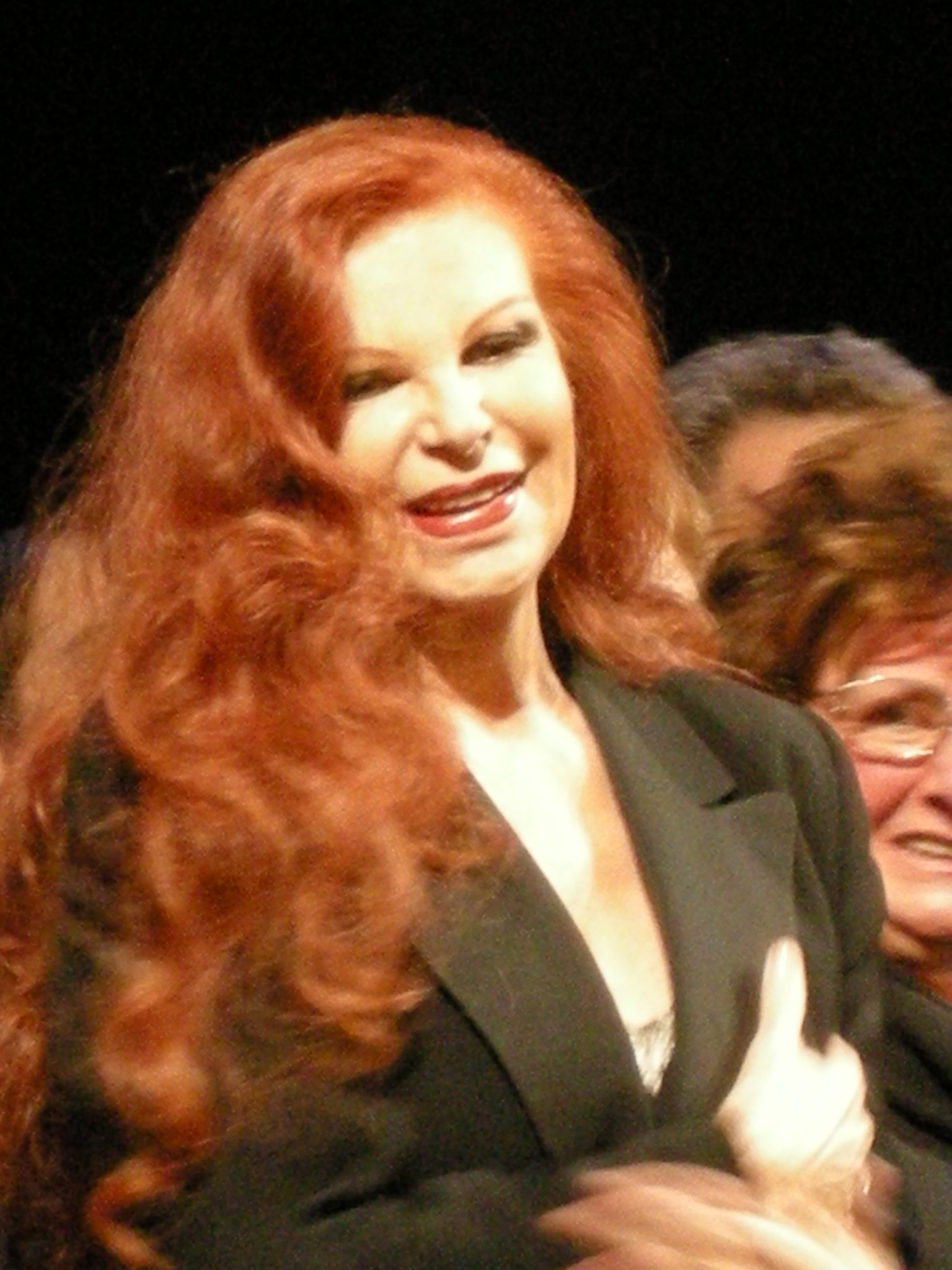
Milva (2006)
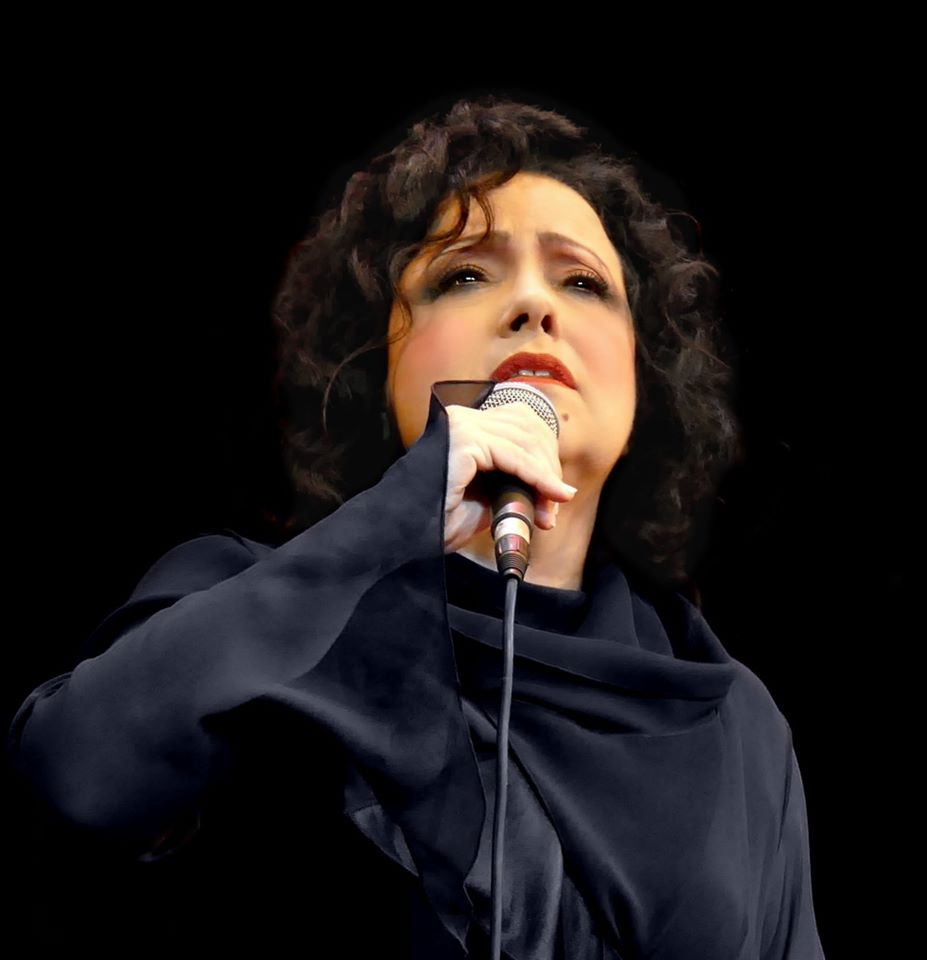
Antonella Ruggiero (2015)